# Yanhuangzisun
Yanhuangzisun is een bijnaam van de Han-Chinezen, Miao-Chinezen, Yao-Chinezen, Zhuang-Chinezen, Hui-Chinezen en een paar andere Chinese volken. Letterlijk vertaald is het "zonen en kleinkinderen van Yan en Huang". Volgens overleveringen van de Shiji waren Yandi en Huangdi de voorouders van het Han-Chinese volk en van enkele Chinese minderheden. Andere benamingen voor Yanhuangzisun zijn Zhonghua'ernü en Huaxia'ernü. Beide begrippen betekenen "zonen en dochters van de Chinezen".

## Geschiedenis
De broers Yandi en Huangdi zijn beiden de voorouders van de Han-Chinezen. Ondanks hun broederschap kregen ze later in hun leven ruzie met elkaar. Ten slotte won Huangdi en assimileerden het volk van Yandi met het volk van Huangdi dat samen het Huaxia-volk werd. Na duizenden jaren is het Huaxia-volk het volk van Han-Chinezen geworden. De Noord-Chinese volkeren van de Xianbei en de Mantsjoes beschouwden zichzelf ook als afstammelingen van Yandi en Huangdi, net als de keizers van de Liao-dynastie hen als de voorouders van hun volk, de Kitan zagen.